# Religioni in Guinea-Bissau
La religione più diffusa in Guinea-Bissau è l'islam, ma una parte consistente della popolazione segue le religioni africane tradizionali. Secondo alcune stime, i musulmani sono il 45% della popolazione e sono in maggioranza sunniti; le religioni africane tradizionali sono seguite dal 31% della popolazione e il cristianesimo è seguito dal 22% della popolazione, mentre il restante 2% della popolazione segue altre religioni o non segue alcuna religione. Una stima del 2015 dell'Association of Religion Data Archives (ARDA) dà i musulmani al 44,8% circa della popolazione, le religioni africane tradizionali al 41,6% circa della popolazione e i cristiani all’11,7% circa della popolazione; l'1,2% circa della popolazione non segue alcuna religione e il restante 0,7% della popolazione segue altre religioni o non specifica la propria affiliazione religiosa. Una stima della CIA del 2020 dà i musulmani al 46,1% della popolazione, le religioni africane al 30,6% e il cristianesimo al 18,8%, mentre il restante 4,4% della popolazione segue altre religioni o non segue alcuna religione.

## Religioni presenti

### Islam
La maggioranza dei musulmani della Guinea-Bissau è sunnita e una parte significativa di essi è influenzata dal sufismo. Sono presenti anche minoranze di sciiti e di ahmadiyya, la cui consistenza è stimata rispettivamente al 3% e al 2%. I musulmani sono presenti soprattutto nel nord e nell'est del Paese.

### Religioni africane
Le religioni africane tradizionali basate sull'animismo sono seguite in Guinea-Bissau principalmente nei villaggi e nelle zone rurali. Tali religioni sono basate sulla fede in un essere supremo e negli spiriti. Molta importanza hanno la venerazione degli spiriti degli antenati e la credenza nella medicina tradizionale. Le pratiche religiose tradizionali vengono seguite anche da individui che si identificano con l'islam e con il cristianesimo, dando luogo a forme di sincretismo religioso.

### Altre religioni
In Guinea-Bissau sono presenti piccoli gruppi di seguaci del bahaismo, dell'ebraismo, del buddhismo e dell'induismo.